# Église protestante réformée (Allemagne)

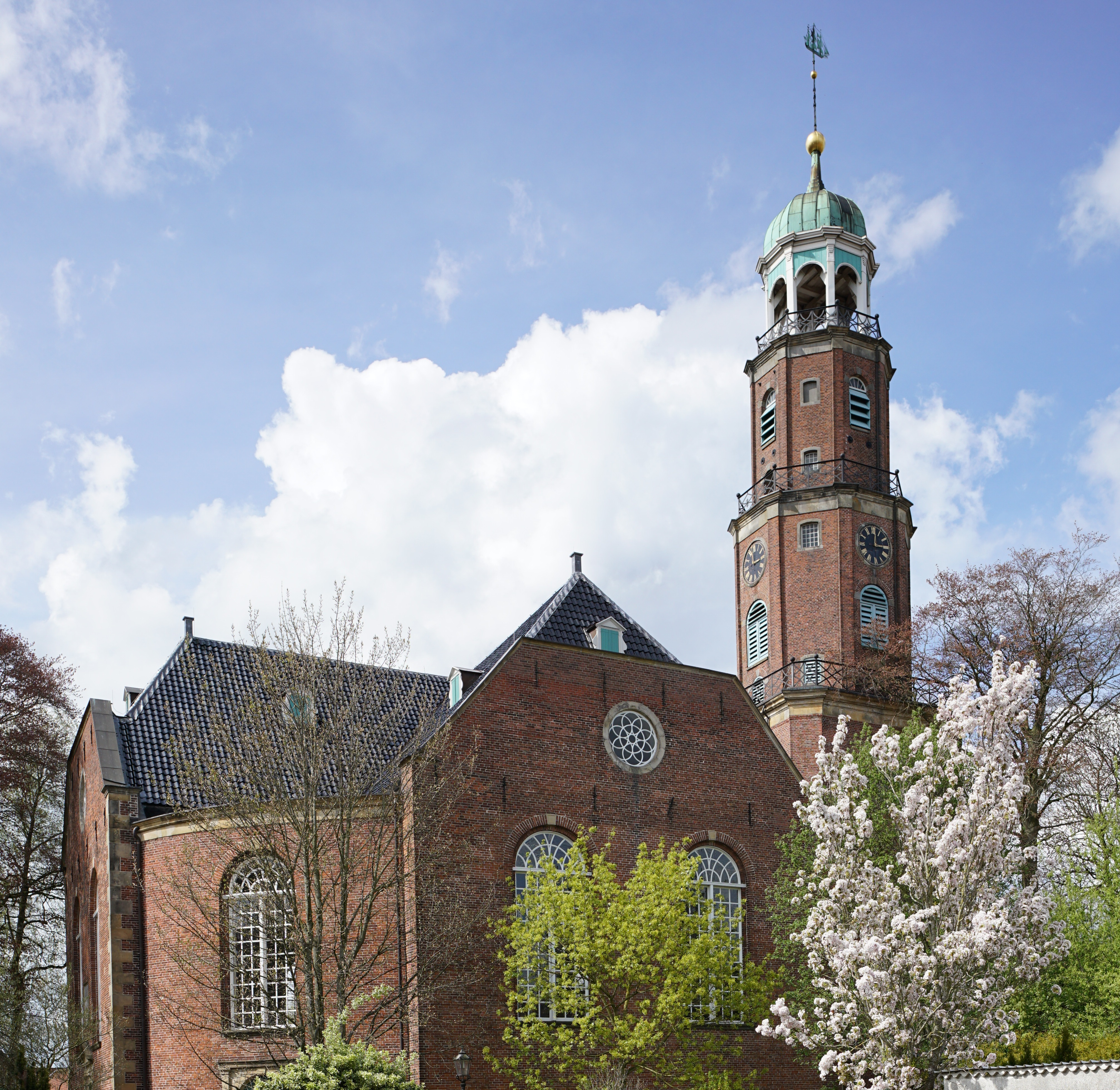
La Große Kirche (grande église) à Leer.

L’Église protestante réformée (allemand : Evangelisch-reformierte Kirche), connue jusqu’en 2009 sous le nom d’« Église protestante réformée – Synode des Églises réformées en Bavière et dans le nord-ouest de l’Allemagne » (allemand : Evangelisch-reformierte Kirche – Synode evangelisch-reformierter Kirchen in Bayern und Nordwestdeutschland) est une église réformée membre de l’Église protestante en Allemagne (EKD).
Son siège est à Leer en Frise orientale. L’église compte 168 537 membres répartis en 142 paroisses dispersées sur tout le territoire allemand, au contraire des autres églises officielles en Allemagne (Landeskirche) qui sont régionales. Étant l’une des deux églises réformées au sein de l’EKD, elle est membre de l’Alliance réformée allemande. Elle appartient également à la Confédération des Églises protestantes en Basse-Saxe, et a rejoint en 2003 de l’Union des Églises protestantes en Allemagne. Elle est en outre membre de la Communauté des Églises protestantes en Europe. L’église principale de l’Église protestante réformée est la „Große Kirche“ (« grande église ») à Leer.

## Histoire

### Connections huguenote et néerlandaise
C’est sur les côtes de la mer du Nord que le calvinisme, parfois même le mouvement anabaptiste (dans la forme communautaire de Menno Simons) peuvent prendre pied. Ancien évêque catholique passé à la Réforme, le Polonais Jean de Lasco, appelé à Emden en 1543, a donné une forte impulsion au mouvement réformé en Frise orientale. La Révolution de 1595 à Emden contre le comte luthérien Edzard II a placé la ville dans les mains des calvinistes avec Johannes Althusius à leur tête.
Au cœur du territoire de la province de Hanovre, les premières communautés réformées ont été fondées à Celle, Göttingen, Hann. Münden, et Hanovre. Celles-ci ont formé au XVIIIe siècle, la Niedersächsische Konföderation (« Confédération de Basse-Saxe »), une association spéciale de communautés réformées provenant principalement de la tradition huguenote. Des communautés réformées situées en dehors de Hanovre ont également adhéré à cette association, à savoir Altona, Brunswick et Bückeburg - Stadthagen. 
Des paroisses réformées se multiplient également dans le comté de Bentheim sur le principe « cujus regio, ejus religio ». Les paroisses réformées du comté de Bentheim et de Frise orientale entretiennent des liens étroits avec les Pays-Bas qui ont effectivement agi en tant que protecteur des réformés, par exemple par rapport à l’évêché de Münster ou pour arracher Emden à son suzerain luthérien Edzard II de Frise orientale.
Les communautés réformées en Allemagne, qui ont toujours constitué une minorité en Allemagne, se sont développées soit sous forme de communautés isolées soit dans de petits domaines féodaux. Elles ne se sont jointes - le cas échéant - que tardivement à des alliances plus vastes, l’exception de l’Église de Lippe qui forme une église régionale depuis l’introduction de la confession réformée.
En raison de cette histoire dispersée, l’Église protestante réformée est la seule église officielle (Landeskirche) membre de l’EKD, qui ne correspond plus à un territoire précis en Allemagne.

### Formation de l’Église de Hanovre
Les différentes paroisses regroupées aujourd’hui au sein de l’Église protestante réformée ont des historiques et des traditions très différentes. La plupart de ces communautés appartenaient au XIXe siècle au Royaume de Hanovre, qui devint une province prussienne en 1866. Plus précisément, les communautés réformées de la province de Hanovre appartenaient aux anciens domaines suivants :
- Principauté de Frise orientale
- Comté de Bentheim
- Comté de Lingen et ville de Papenbourg
- Duché de Brême
- Comté de Plesse

Pour toutes ces communautés de la province de Hanovre, une organisation synodale commune a été promulguée en 1882 et par décret du roi de Prusse une administration de l’église avec une constitution collégiale, le consistoire, a été formée à Aurich. Ce fut l’origine de l’Église protestante réformée de la province de Hanovre. Cependant, le consistoire d'Aurich était en même temps consistoire provincial pour les paroisses de l’église luthérienne du pays de Hanovre au nord-ouest de la province de Hanovre. En 1817, dans la plupart des provinces prussiennes, une union s’est formée entre les communautés luthériennes et réformées sous l’impulsion du roi de Prusse Frédéric-Guillaume III. Cependant, cela n’a pas pu être réalisé après l’annexion du pays de Hanovre en 1866 dans la province homonyme en raison de la vive résistance de l’Église luthérienne du pays de Hanovre.
Le chef des Églises provinciales hanovriennes, tant de l’Église luthérienne que de l’Église réformée, était le roi de Prusse comme summus episcopus. La direction spirituelle de l’Église réformée relevait de la responsabilité du surintendant d’Aurich.
Dès 1866, un consistoire luthérien central avait été créé à Hanovre dans le but d’unifier les églises préexistantes au sein de l’Église luthérienne du pays de Hanovre. Les consistoires provinciaux préexistants furent donc graduellement supprimés entre 1885 et 1903 à l’exception de celui d’Aurich, inassimilable en raison de sa nature bi-confessionnelle (à la fois réformé et luthérien).
À partir de 1834, sous l’influence du prédicateur hollandais Hendrik de Cock dans le comté de Bentheim et en Frise orientale, une « Église protestante vieille-réformée de Basse-Saxe » (Evangelisch-altreformierte Kirche in Niedersachsen) s’est séparée de l’Église réformée de Hanovre. C’est particulièrement dans la région de Bentheim que les partisans de la théologie de Cock et d’un autre théologien néerlandais Hermann Friedrich Kohlbrügge (en) ont eu une influence dominante du milieu du XIXe siècle au milieu du XXe siècle.

### Sous la République de Weimar
Après la Première Guerre mondiale, les deux églises provinciales de la province de Hanovre devinrent indépendantes en 1922. Le consistoire d’Aurich fut converti en un consistoire réformé et le consistoire d’État à Hanovre devint responsable de toutes les communautés luthériennes de la province de Hanovre. L’église réformée administrée depuis Aurich s’appelait maintenant Église protestante réformée de la province de Hanovre. Le consistoire d’Aurich devint le Landeskirchenrat. Cependant, la constitution de l’église est finalement entrée en vigueur en 1925.
Dans les années autres communautés suivantes ont été ajoutées à l’église: les paroisses réformées d’Altona en 1923, Celle, Hann. Münden et Lübeck en 1927 puis les Églises réformées de Rinteln et Möllenbeck, auparavant membre de l’Église protestante de Hesse électorale-Waldeck, en 1937. Le territoire de l’église s’étendait dès lors au-delà des frontières de la province de Hanovre.

### Période nazie
Pendant la période nazie, bien que l’Église de Hanovre ait en principe appartenu aux « Églises intactes » (non contrôlées par les Chrétiens allemands pro-nazis), il y eut une lutte violente au sein de l’Église sur l’attitude à adopter vis-à-vis du gouvernement nazi, qui avait été bien accueilli par la grande majorité des membres de l’église. Toujours en 1933, de nombreux pasteurs réformés rejoignirent les Chrétiens allemands. La plupart d’entre eux les ont quitté après le rassemblement des Chrétiens allemands au Palais des Sports de Berlin en novembre 1933, où l’Ancien Testament fut rejeté en tant que livre juif. Au cours des années suivantes, un débat intense s’est poursuivi au sein de l’Église entre les pro-nazis et les pasteurs « confessants » parmi lesquels Friedrich Middendorff de Schüttorf, Reinhard Smidt de Hameln et Hermann Steen de Holthusen furent les plus éminents.

### Période récente
À partir de 1949, à la suite de l’absorption de la province de Hanovre par la Basse-Saxe et de l’extension de l’église à des paroisses disséminées en dehors de la province d’origine, l’église prit le nom d’Église protestante réformée en Allemagne du Nord-Ouest. Elle fut l’un des membres fondateurs de l’Église protestante en Allemagne (EKD).
En 1951, la paroisse réformée de Stuttgart qui avait auparavant adhéré temporairement à l’Église protestante luthérienne en Wurtemberg, a adhéré à l’Église protestante réformée en Allemagne du Nord-Ouest. Dans les années 1950, la direction de l’église a déménagé de Aurich à Leer (Frise orientale) en raison de meilleures liaisons de transport. En 1959, l’Église réformée protestante a adopté une nouvelle constitution, mais essentiellement confirmé le contenu de l’ancienne Constitution de 1922 en Allemagne du Nord-Ouest.
En 1971, l’Église protestante réformée rejoignit la Confédération des Églises protestantes nouvellement créée en Basse-Saxe.
En 1989, enfin, l’église protestante réformée de Bavière a rejoint l’église désormais élargie qui change de nom à partir du 1er février 1989 pour devenir l’« Église protestante réformée - Synode des Églises réformées protestantes en Bavière et en Allemagne du Nord-Ouest ».
À la suite de la réunification des deux Allemagnes, de nouvelles églises réformées ont rejoint l’Église protestante réformée : en 1993 Bützow et Leipzig avec son annexe de Chemnitz qui devient une paroisse indépendante en 1994. En 1996, la paroisse wallonne-hollandaise de Hanau a rejoint l’Église protestante réformée mais s’en sépare en 2008.
En décembre 2006, l’Église réformée a signé un accord de coopération historiquement important avec l’« Église protestante vieille-réformée de Basse-Saxe », après 170 ans de schisme. Depuis la fin de 2009, l’Église a simplifié son nom et se dénomme officiellement « Église réformée protestante ».
En 2012, l’Église protestante réformée de Hambourg et l’Église protestante réformée de Brunswick, puis en 2013, la paroisse réformée de Göttingen se sont jointes à l’Église protestante réformée.

## Confessions de foi
L’Église protestante réformée déclare se reconnaître, outre dans les grands symboles œcuméniques (symbole des apôtres, symbole d'Athanase, symbole de Nicée-Constantinople), dans deux grandes confessions de foi protestantes:
- Le Catéchisme de Heidelberg, qui était à l’origine le catéchisme de l’Église protestante réformée du Palatinat, où il est apparu en 1563 mais a été baptisé du nom de sa première maison d’édition - Heidelberg.
- La Déclaration de Barmen, apparue en réaction aux prétentions totalitaires de l’État national-socialiste.